# Martin Ruhnke
Martin Ruhnke (* 14. Juni 1921 in Köslin; † 25. September 2004) war ein deutscher Musikwissenschaftler. Seine Forschungsschwerpunkte waren die Musiktheorie des frühen Barock, die italienische Barockoper sowie Leben und Werk Georg Philipp Telemanns.

## Leben
Martin Ruhnke wurde 1954 in Kiel mit einer Arbeit über die Musiktheorie Joachim Burmeisters promoviert. Anschließend war er Wissenschaftlicher Assistent an der Freien Universität Berlin und habilitierte sich 1961. 1964 erhielt er den Lehrstuhl für Musikwissenschaft der Universität Erlangen-Nürnberg, den er bis zur Emeritierung 1986 innehatte.
Ruhnke war von 1968 bis 1974 Präsident der Gesellschaft für Musikforschung und von 1991 bis 1997 Präsident der Internationalen Telemann-Gesellschaft. Von 1960 bis 2003 verantwortete er die Telemann-Ausgabe des Zentrums für Telemann-Pflege und -Forschung Magdeburg. 1984, 1992 und 1999 erschien sein dreibändiges Telemann-Werke-Verzeichnis, in dem er das Telemann-Vokalwerke-Verzeichnis von Werner Menke (1982/1983) um die Instrumentalwerke vervollständigte. Ruhnke „prägte […] die Telemannforschung insgesamt, die er in den akademischen Diskurs einführte und für die er wesentliche Standards setzte“ (Ute Poetzsch). 1995 erhielt er den Georg-Philipp-Telemann-Preis der Landeshauptstadt Magdeburg. Er beschäftigte sich auch mit der Musikgeschichte seiner Heimat Pommern und wurde 1990 Mitglied der Historischen Kommission für Pommern.